# علي صنقور
علي صنقور هو لاعب كرة قدم بحريني سابق ومدرب حاليا. يتولى تدريب الأهلي في الدوري البحريني الممتاز من 2021.